# St. Laurentius (Wonsees)

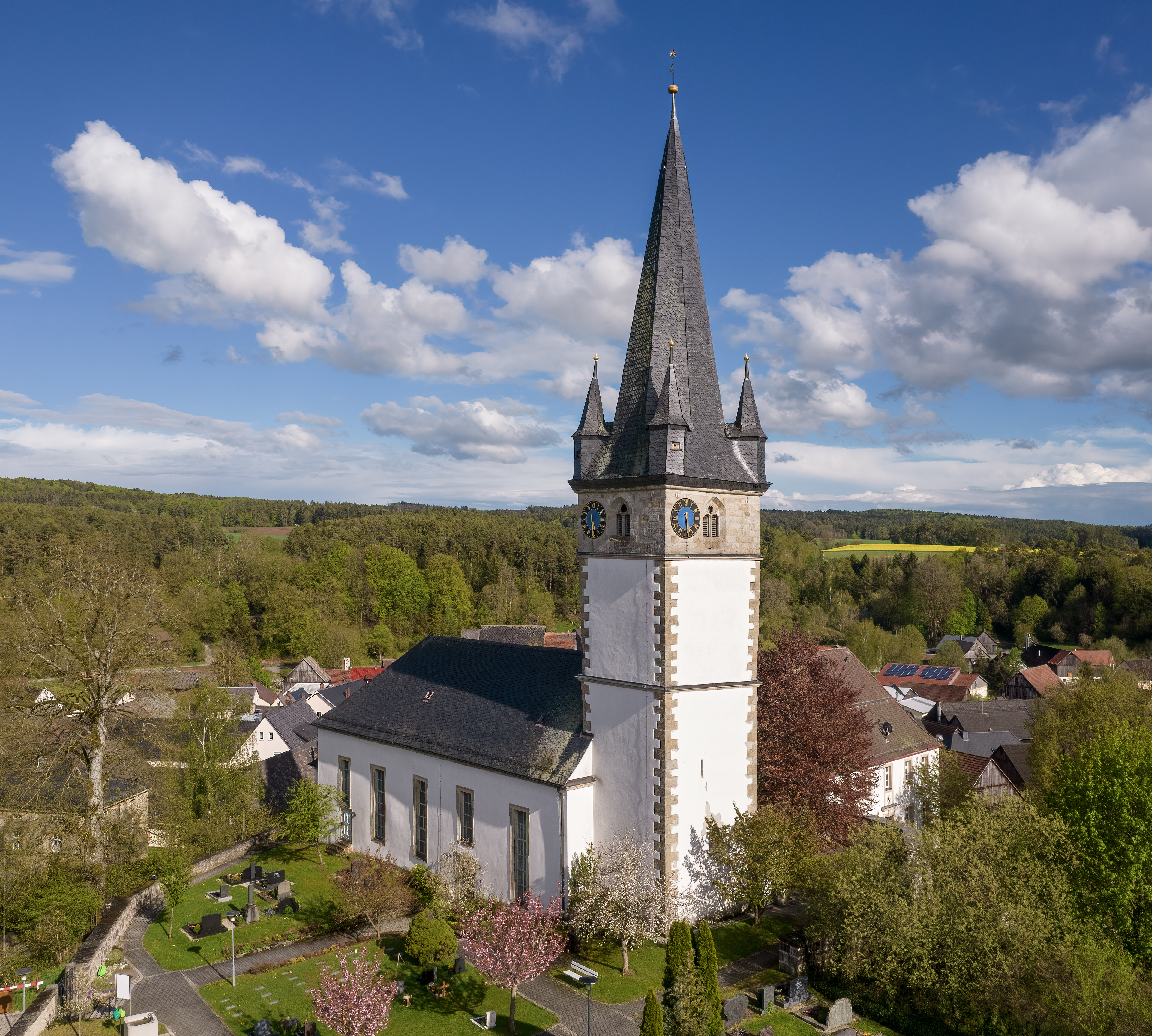
St. Laurentius (Wonsees)

Die evangelisch-lutherische Pfarrkirche St. Laurentius steht am Rande des Friedhofs von Wonsees, einem Markt im oberfränkischen Landkreis Kulmbach in Bayern. Das denkmalgeschützte Bauwerk mit spätmittelalterlichem Kern entstand im 18. Jahrhundert. Die Kirche gehört zum Dekanat Thurnau im Kirchenkreis Bayreuth der Evangelisch-Lutherischen Kirche in Bayern.

## Beschreibung
An den spätgotischen Kirchturm wurde nach Süden im 15. Jahrhundert ein Beinhaus und nach Osten 1725/29 das Langhaus angebaut. Das oberste Geschoss des Kirchturms beherbergt die Turmuhr und den Glockenstuhl. Darauf sitzt ein schiefergedeckter, achtseitiger Knickhelm, der von vier Scharwachtürmen flankiert wird. Die Saalkirche im Markgrafenstil hat als Kirchenausstattung einen von Johann Caspar Fischer, einem Schüler von Elias Räntz, 1727 gebauten Kanzelaltar und einen Taufengel. 1772 nahm Johann Gabriel Räntz Änderungen am Altar vor. Die Orgel auf der Empore hat 11 Register, ein Manual und Pedal und wurde 1856 von Ludwig Weineck gebaut.